# Procerochasmias nigromaculatus
Procerochasmias nigromaculatus là một loài tò vò trong họ Ichneumonidae.